# Ќ
Ќ, ќ e двадесет и четвъртата буква в писмената норма на книжовната македонска реч и обозначава беззвучната небна преградна съгласна [kʲ, c, tˠ]. Често се употребява при транслителиране на сръбски имена, в които има изписана буквата Ћ /tɕ/, въпреки че има различно произношение (Милошевић – Милошевиќ, Ћуприја – Ќуприја). Заедно с още няколко букви е въведена от Езиковите комисии на АСНОМ на 4 декември 1944 година след гласуване (9 гласа „за“, 2 „против“); алтернативно предложение от страна на Езиковите комисии е използването на сръбското Ћ – не е въведена по политически съображения и поради различията между македонското и сръбско произношение. Знакът Ќ е производен на кирилската буква К, която на свой ред произлиза от гръцката буква Капа (Κ κ). В писмената норма на македонската реч, буквата Ќ не е подредена до К, а чак след Т поради две причини: първо, заради търсено сходство със сръбската азбучна подредба по политически причини; и второ, защото този звук в македонския говор произлиза от веларизация (смекчаване чрез задното небце) на Т /tˠ/.
В стандартния български език Ќ има три основни съответствия – меко к (Ќустендил – Кюстендил, бидејќи — бидейки/бъдейки), щ и ч, като наследник на праславянските групи *ktĭ / *tj (ќе — ще, опфаќа — обхваща, Пејчиновиќ — Пейчинович) или меко т (браќа — братя).